# Elymus hitchcockii
Elymus hitchcockii är en gräsart som beskrevs av Gerrit Davidse. Elymus hitchcockii ingår i släktet elmar, och familjen gräs. Inga underarter finns listade i Catalogue of Life.